# Jacques Friedel
Jacques Friedel, född 11 februari 1921 i Paris, död 27 augusti 2014 i Paris, var en fransk fysiker.
Friedel var professor emeritus i fysik vid Université Paris-Sud i Orsay. Han invaldes 1977 som utländsk ledamot av svenska Vetenskapsakademien och blev 1988 utländsk ledamot av Royal Society i London. Han var sedan 1977 ledamot av Franska vetenskapsakademien, för vilken han var president 1993-1994. Sedan 1988 var han även ledamot av amerikanska National Academy of Sciences. Han tilldelades 1970 Médaille d'or du CNRS.